# Hercitis testacea
Hercitis testacea är en skalbaggsart som beskrevs av Moser 1918. Hercitis testacea ingår i släktet Hercitis och familjen Melolonthidae. Inga underarter finns listade i Catalogue of Life.